# Sébastien Squillaci
Sébastien Squillaci, född 11 augusti 1980 i Toulon, är en fransk före detta fotbollsspelare som spelade tidigare i Arsenal som försvarare. Från 2004 till 2010 representerade han även det franska fotbollslandslaget. Slutade 2017

## Meriter
- 2002 Ligue 2 Vinnare (AC Ajaccio)
- 2003 Coupe de la Ligue Vinnare (AS Monaco)
- 2004 UEFA Champions League Finalist (AS Monaco)
- 2006 Trophée des Champions (Olympique Lyonnais)
- 2007 Ligue 1 Vinnare (Olympique Lyonnais)
- 2007 Coupe de la Ligue Finalist (Olympique Lyonnais)